# 岐州
岐州（きしゅう）は、中国にかつて存在した州。南北朝時代から唐代にかけて、現在の陝西省宝鶏市一帯に設置された。

## 魏晋南北朝時代
487年（太和11年）、北魏により雍県に岐州が置かれた。岐州は平秦郡・武都郡・武功郡の3郡8県を管轄した。

## 隋代
隋初には、岐州は1郡3県を管轄した。583年（開皇3年）、翔州が廃止され、その管轄地域が岐州に統合された。郡制が廃すると、岐州の属郡の岐山郡は廃止された。607年（大業3年）、隴州が廃止され、その管轄地域が岐州に統合された。州が廃止されて郡が置かれると、岐州は扶風郡と改称され、下部に9県を管轄した。隋代の行政区分に関しては下表を参照。
| 州 | 岐州               | 翔州   | 隴州          | 隴州          | 郡 | 扶風郡                                                   |
| 郡 | 岐山郡             | 武都郡 | 隴東郡        | 安夷郡        | 県 | 雍県 岐山県 郿県 虢県 汧源県 汧陽県 南由県 陳倉県 普潤県 |
| 県 | 雍県 三竜県 周城県 | 洛邑県 | 汧源県 汧陽県 | 南由県 長蛇県 | 県 | 雍県 岐山県 郿県 虢県 汧源県 汧陽県 南由県 陳倉県 普潤県 |

## 唐代
618年（武徳元年）、唐により扶風郡は岐州と改められた。742年（天宝元年）、岐州は扶風郡と改称された。757年（至徳2載）、扶風郡は鳳翔府と改められた。鳳翔府は関内道に属し、天興・扶風・岐山・郿・虢・宝鶏・麟遊・普潤・盩厔の9県を管轄した。